# Hauptmann
Pour les articles homonymes, voir Hauptmann (homonymie).
Hauptmann désigne un grade d’officier subalterne dans les armées allemandes.

## Allemagne

### Histoire
Hauptmann est un grade de l'Armée allemande depuis le XVIIIe siècle, qui correspond à celui de capitaine. Il correspondait au grade de Rittmeister dans la cavalerie. Ce grade a été utilisé dans la Deutsches Heer de 1871 à 1919, dans la Reichswehr de 1921 à 1935 et dans la Wehrmacht de 1935 à 1945. Il est utilisé dans la Bundeswehr depuis 1955. Dans la nomenclature des grades de l'OTAN, il correspond au code « OF2 ».

### Armée de terre et Armée de l’air
Dans l'Armée de terre et l’Armée de l’air allemandes selon l'ordre hiérarchique croissant, le grade de Hauptmann est le quatrième grade d'officier subalterne, après celui de Oberfähnrich, de Leutnant et d’Oberleutnant. Équivalent au grade de capitaine dans l'Armée française, il est toujours utilisé dans la Bundeswehr. Ce grade est immédiatement inférieur au grade de Major, qui est équivalent à celui de commandant dans l'Armée française.

### Marine
Hauptmann correspond au grade de Kapitänleutnant dans la Marine allemande — la Deutsche Marine et antérieurement la Kriegsmarine — qui est un équivalent du lieutenant de vaisseau de la Marine nationale française. Kapitänleutnant est le grade immédiatement supérieur à Oberleutnant zur See, et immédiatement inférieur à Korvettenkapitän.

### Schutzstaffel (Waffen-SS,Allgemeine SS...)
Dans la SS, le grade équivalent à Hauptmann était celui de SS-Hauptsturmführer.

## Sources
- (de) Cet article est partiellement ou en totalité issu de l’article de Wikipédia en allemand intitulé « Hauptmann » (voir la liste des auteurs).